# Epaminondas Deligiorgis

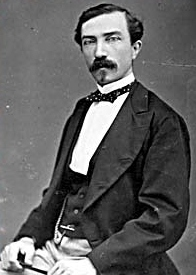
Epaminondas Deligiorgis (1829-1879).

Epaminondas Deligiorgis (Grieks: Επαμεινώνδας Δεληγιώργης) (Tripolis, 10 januari 1829 - Athene, 14 mei 1879) was een Grieks advocaat, verslaggever en politicus. Hij was zesmaal premier van Griekenland.
Hij studeerde rechten aan de Universiteit van Athene. In 1854 trad hij in de politiek.
In 1862 verklaarde hij dat de regering van koning Otto was beëindigd en dat er een nationale vergadering werd opgericht.
- Gemeinsame Normdatei: 1028493207
- International Standard Name Identifier: 0000 0000 4641 1201
- Library of Congress Control Number: no2002066181
- Virtual International Authority File: 39046406
- WorldCat: E39PBJvmP4DqTfxv9P8D6RRqcP